# Tappita
Tappita är ett distrikt i Liberia.   Det ligger i regionen Nimba County, i den centrala delen av landet, 220 km öster om huvudstaden Monrovia.